# Ангельнский диалект
Ангельнский диалект (нем. Angelner Platt; также — Angeliter Platt) — диалект немецкого языка, распространённый в Шлезвиге. Принадлежит к шлезвигскому диалекту (нижнесаксонскому) нижненемецкого языка.
Ангельн — регион распространения ангельнского диалекта — собирает несколько городских и большое количество сельских вариантов диалекта, отличающихся друг от друга. Особенность ангельнского — особые формы презентных глаголов во множественном числе.